# Johannes Purgold
Johannes Purgold (* Mitte des 15. Jahrhunderts in Plaue; † 1534), auch Purgoldt; war ab 1491 Stadtschreiber von Eisenach und Jurist.

## Leben
Purgold entstammte einer angesehenen wohlhabenden Thüringer Familie. Von 1480 an war er 10 Jahre Schöffe im Stadtrat zu Eisenach und ab 1490 als Stadtschreiber tätig und Autor eines Rechtsbuchs bedeutend. Er soll auch Stadtbürgermeister von Eisenach gewesen sein.

## Werk
Er schrieb 1503–1504 das „Rechtsbuch über den Stadtrat und die Ratspersonen“ auf der Grundlage der vom Priester und Eisenacher Stadtchronisten Johannes Rothe verfassten älteren „Eisenacher Rechtsbücher“. Diese sogenannten jüngeren „Eisenacher Rechtsbücher“ hatten für die Rechtsentwicklung in Deutschland große Bedeutung und wurden in drei Handschriften (Eisenacher, Wolfenbüttler und Hamburger) überliefert.
Von den insgesamt 12 Büchern befassen sich die ersten vier mit dem bürgerlichen Recht, das 5. bis 8. mit dem Prozessrecht und das 9. und 10. mit der städtischen Organisation. Als 11. und 12. Buch hängte Purgold noch das „Gothaer Stadtrecht“ an ohne Bezug zum Eisenacher Stadtrecht und auch ohne Purgolds Urheberschaft.
Er beabsichtigte offenbar weniger ein einheitliches Rechtsbuch als vielmehr die Darstellung der wichtigsten deutschen Rechtssätze am Anfang des 16. Jh.
Hauptbestandteile sind Sätze über
* das Landrecht (gemeines Recht zu Sachsen und Thüringen),
* das Weichbildrecht (gemeines Recht der Städte dieser Länder) und
* das Stadtrecht (das Recht der Stadt Eisenach).
Purgold verband mit dem deutschen Recht
- das römische Recht, besonders die Institutionen,
- das kanonische nach Meister Wilhelm, Meister Heinrich von Merseburg und Meister Peter,
- ferner viele Sätze des mosaischen Rechts und der Bibel, (von ihm „göttliches Recht“ genannt).

Außerdem zitierte er häufig Kirchenväter und Stellen aus den Klassikern.
Im 9. und 10. Buch von der Stadtverfassung entwarf er im Anschluss an Cicero und Aristoteles in Form von Ratschlägen Grundregeln und Vorgehensweisen für die Behandlung von öffentlichen Geschäften und ebenso für das Handeln und Betragen der öffentlichen Beamten und Gemeindevertreter.
Hauptquelle für den deutschrechtlichen Inhalt bildet das sogenannte Rechtsbuch nach Distinctionen, aus dem ganze Kapitel entnommen sind.